# Contea di Bridgetown-Greenbushes
La contea di Bridgetown-Greenbushes è una delle dodici local government areas che si trovano nella regione di South West, in Australia Occidentale. Essa si estende su di una superficie di circa 1 691 chilometri quadrati ed ha una popolazione di 4 119 abitanti.